# District de Quimperlé
Le district de Quimperlé est une ancienne division territoriale française du département du Finistère de 1790 à 1795.
Il était composé des cantons de Quimperlé, Arzano, Bannalec, Clohar, Knevel, Pont Aven, Quérien et Scaer.